# Metod Turnšek
Metod Turnšek (rojen kot Konrad Turnšek), slovenski liturgični pisec, urednik, etnolog in prevajalec, * 21. februar 1909, Ptuj, † 26. januar 1976, Celovec.

## Življenje
Rodil se je v Budini pri Ptuju kot Konrad Turnšek očetu Francu in materi Antoniji (rojena Bombek). Na ljubljanski TEOF je študiral teologijo in bil 1934 posvečen v duhovnika. Leta 1942 je doktoriral in bil do 1945 vzgojitelj cistercijanov v Stični in Ljubljani, nato pa do 1956 profesor v Trstu in Gorici. V redu je dobil ime Metod. Potem je živel v Rebrci (nem. Rechberg) na Koroškem, učil slovenščino in zgodovino v Tinjah ter sodeloval pri slovenskih radijskih oddajah v Celovcu. Zbiral je gradivo o ljudskih običajih ob godovih in praznikih. Kot pisec in sourednik je sodeloval pri verskem revialnem tisku (Kraljestvo božje in Božji vrelci) in prevajanju Rimskega misala (1944, 1965). Rad in veliko je pisal o koroških ljudeh, zgodovini in naravnih lepotah, običajih, legendah in o koroških božjih poteh. 

## Delo
Proza
Njegove povesti in črtice so romantične in polne idilike, osebe pa shematizirane in črno-bele.
Kot prva knjiga Slomškove založbe v Celovcu je 1965 izšla zgodovinska "višarska povest" Božja planina, sprva pa je izhajala v celovški reviji Vera in dom. V njej je oživil legendo o nastanku romarske poti na Sv. Višarje. 1965 je v Gorici izšel zgodovinski roman Stoji na rebri grad, 1969 v Gorici pa roman Na Višarjah zvoni, ki je že njegova druga knjiga o znameniti božji poti. Zgodovinska povestČrni Hanej je izhajala 1971 v Družini in dom. 
Kratke pripovedi Cvetje pod križem, Očnice izpod Triglava in Korotan v krčih je v Trstu 1951 izdal v knjigi Z rodne zemlje. 1955 je v Trstu objavil roman In hrumela je Drava, ki se dogaja na Štajerskem. Kaže nemško zasedbo slovenske dežele in trpljenje slovenskega naroda pod tujo oblastjo. Napisal je še vojni roman Med koroškimi brati in mnogo novel, npr. Božja pot za sina, Vanca s klanca, Cesta za morjem, Pot za Dravo. 
Med verskimi in nabožnimi knjigami so najpomembnejše Leto božjih skrivnosti iz 1938, doktorska disertacija Krst v prvi cerkvi (1942), prevod Rimskega misala (1957), Veliki teden – sveti teden (1957) in S krstom v Kristusovo Cerkev (1969). S prevodi in misali je vernikom približal bogoslužje in temeljito razložil cerkveno leto. 
Med narodopisno delo spadajo Pod vernim krovom, kjer so v štirih knjigah zbrani narodni običaji skozi vse leto, Od morja do Triglava in narodopisna študija Beneške Slovenije in Rezije Rod za mejo iz 1954, ki jo je objavil pod psevdonimom Hektor Špekonja. Pisal je tudi pod imeni Danilo Dobrila, Tine Topolovec, Blaž Zaplaznik in Konrad Zelenko. Prizadeval si je za utrjevanje narodne zavesti, zadnja leta pa je znanstvena dela pisal tudi v italijanščini in nemščini.
Dramatika
Sprva je pisal dramska dela, v katerih posega v dobo samostojne slovenske kneževine in v čas pokristjanjevanja Slovanov. V Trstu je 1948 izdal dramo v petih dejanjih Država med gorami. Dogaja se v osmem stoletju, ko so Slovenci izgubili politično svobodo. Glavni temi drame sta pokristjanjevanje Slovencev in izguba politične neodvisnosti. V Celovcu je 1959 izdal dramo v petih dejanjih Kralj Samo in naš prvi vek. V uvodu zapiše, da skuša podoživeti čase iz 623–631. V Zvezdi našega neba, monumentalni drami o svetih bratih Cirilu in Metodu, nastopa kar 81 oseb. Dodan je strokovni zapis o rasti in zrelosti solunskih bratov pred odhodom k Slovanom. V Celovcu je 1968 napisal še Krst karantanskih knezov, kjer se vrne k slovenski zgodovini v leto 747. Dramo v treh dejanjih Popotni križ (1936) je napisal za 800-letnico ustanovitve cistercijanskega samostana v Stični.
Publicistika
V Stični, Ljubljani in Trstu je snoval in urejal časopise (Kraljestvo božje 1935–1939, Božji vrelci 1936–1941), knjižno zbirko Živimo s cerkvijo 1938–1940 in vodil založbo Inštituta za slovensko narodopisje (1946–1954), kjer je objavil 5 knjig. Vodil je tudi založbo Setev v Trstu (1950–1959), od 1964 pa je ustanovil in vodil tudi Slomškovo založbo v Celovcu.

### Romani
- In hrumela je Drava (1955) (COBISS)
- Božja povest (1965), zgodovinska "višarska" povest (COBISS)
- Stoji na rebri grad (1965), zgodovinski roman (COBISS)
- Gospa Sveta (1966) (COBISS)
- Na Višarjah zvoni (1969) (COBISS)
- Med koroškimi brati (1973), vojni roman (COBISS)

### Povesti
- Z rodne zemlje (1951), idile in zgodbe (COBISS)
- Božja planina (1965), zgodovinska "višarska" povest (COBISS)
- Črni Hanej (1972), zgodovinska povest (COBISS)
- Naš rod v krčih (1975) (COBISS)

### Drame
- Potujoči križ belih menihov (1936)
- Država med gorami (1948), drama v petih dejanjih (COBISS)
- Kralj Samo in naš prvi vek (1959), drama v petih dejanjih (COBISS)
- Zvezdi našega neba (1966), dramski scenarij v 21 nastopih in zgodovinska slika solunskih bratov (COBISS)
- Krst karantanskih knezov (1968), monumentalni dramski spev (COBISS)
- Naj živi karantanski knez (1975), zgodovinska igra v 15 prizorih (COBISS)

### Liturgična dela
- Leto božjih skrivnosti (1938), oris liturgičnega leta po misalu (COBISS)
- Krst v prvi Cerkvi (1941), doktorska disertacija (COBISS)
- Pod vernim krovom (1943), ob ljudskih običajih skoz cerkveno leto (COBISS)
- Mali misal (1952) (COBISS)
- Od morja do Triglava (1954), narodopisna knjiga (COBISS)
- Rod za mejo (1954), narodopisna študija (COBISS) izdano pod psevdonimom Hektor Špekonja
- V božji hram (1955), molitvenik za mladino (COBISS)
- Druga nedelja trpljenja ali cvetna nedelja (1957) (COBISS)
- Cvetna nedelja (1957) (COBISS)
- Z Marijo skoz življenje (1966) (COBISS)
- S krstom v Kristusovo Cerkev (1969), oris krstne ideje in krščanske iniciacije v prvi Cerkvi (COBISS)
- Velikonočna vigilija (1975) (COBISS)
- Véliki petek (1975) (COBISS)
- Véliki četrtek (1975) (COBISS)